# Отношение (теория множеств)
Отноше́ние — математическая структура, которая формально определяет свойства различных объектов и их взаимосвязи. Распространёнными примерами отношений в математике являются равенство (=), делимость, подобие, параллельность и многие другие.
Понятие отношения как подмножества декартова произведения формализовано в теории множеств и получило широкое распространение в языке математики во всех её ветвях. Теоретико-множественный взгляд на отношение характеризует его с точки зрения объёма — какими комбинациями элементов оно наполнено; содержательный подход рассматривается в математической логике, где отношение — пропозициональная функция, то есть выражение с неопределёнными переменными, подстановка конкретных значений для которых делает его истинным или ложным. Важную роль отношения играют в универсальной алгебре, где базовый объект изучения раздела — множество с произвольным набором операций и отношений. Одно из самых ярких применений техники математических отношений в приложениях — реляционные системы управления базами данных, методологически основанные на формальной алгебре отношений.
Отношения обычно классифицируются по количеству связываемых объектов (арность) и собственным свойствам, таким как симметричность, транзитивность, рефлексивность.

## Формальные определения и обозначения
{\displaystyle n}-местным ({\displaystyle n}-арным) отношением {\displaystyle R}, заданным на множествах {\displaystyle M_{1},M_{2},\ldots ,M_{n}}, называется подмножество декартова произведения этих множеств: {\displaystyle R\subseteq M_{1}\times M_{2}\times \dots M_{n}}. Факт связи {\displaystyle n}-ки элементов {\displaystyle \langle m_{1}\in M_{1},m_{2}\in M_{2},\dots m_{n}\in M_{n}\rangle } отношением {\displaystyle R} обозначается {\displaystyle R(m_{1},m_{2},\dots ,m_{n})} или {\displaystyle (m_{1},m_{2},\dots ,m_{n})\in R}.
Факт связи объектов {\displaystyle m_{1}\in M_{1}} и {\displaystyle m_{2}\in M_{2}} бинарным отношением {\displaystyle R\subset M_{1}\times M_{2}} обычно обозначают с помощью инфиксной записи: {\displaystyle m_{1}\,R\,m_{2}}. Одноместные (унарные) отношения соответствуют свойствам или атрибутам, как правило, для таких случаев терминология отношений не используется. Иногда используются трёхместные отношения (тернарные), четырёхместные отношения (кватернарные); об отношениях неопределённо высокой арности говорят как о мультиарных («многоместных»).
Универсальное отношение — это отношение, связывающее все элементы заданных множеств, то есть, совпадающее с декартовым произведением: {\displaystyle R=M_{1}\times M_{2}\times \dots M_{n}}. 
Нуль-отношение — отношение, не связывающее никакие элементы, то есть пустое множество: {\displaystyle R=\varnothing \subset M_{1}\times M_{2}\times \dots M_{n}}.
Функциональное отношение — отношение, образующее функцию: {\displaystyle R\subseteq M_{1}\times M_{2}\times \dots M_{n}\dots M_{n+1}} является функциональным, если из выполнения {\displaystyle R(m_{1},\dots ,m_{n},x)} и {\displaystyle R(m_{1},\dots ,m_{n},y)} следует, что {\displaystyle x=y} (обеспечивается единственность значения функции).

## Общие свойства и виды бинарных отношений
Наиболее распространённые в языке математики отношения — бинарные над одним множеством ({\displaystyle R\subseteq M^{2}}), наиболее часто используются обладающие некоторыми общими свойствами:
- симметричностью ({\displaystyle a\,R\,b\Rightarrow b\,R\,a}) или антисимметричностью ({\displaystyle a\,R\,b\,\wedge \,b\,R\,a\Rightarrow a\,=\,b}),
- рефлексивностью ({\displaystyle a\,R\,a}) или антирефлексивностью {\displaystyle \neg \,(a\,R\,a)},
- транзитивностью ({\displaystyle a\,R\,b\land b\,R\,c\Rightarrow a\,R\,c}) или антитранзитивностью ({\displaystyle a\,R\,b\land b\,R\,c\Rightarrow \neg \,a\,R\,c}),
- связностью ({\displaystyle a\neq b\Rightarrow a\,R\,b\lor b\,R\,a}).

В зависимости от набора свойств бинарных отношений формируются некоторые широко используемые их виды:
- отношение эквивалентности — всякое рефлексивное, транзитивное и симметричное отношение;
- отношение предпорядка — рефлексивное и транзитивное;
- отношение частичного порядка — рефлексивное, транзитивное и антисимметричное;
- отношение строгого порядка — антирефлексивное, транзитивное, антисимметричное;
- отношение линейного порядка — связное, рефлексивное, антисимметричное.

Важную роль играет отношение равенства — отношение эквивалентности, выполненное только для двух совпадающих элементов.
Могут быть и другие комбинации свойств отношений, например, транзитивно и рефлексивно, но не обладает другими простыми свойствами, отношение делимости на множестве натуральных чисел, обычно обозначаемое символом {\displaystyle |}, оно состоит из пар вида {\displaystyle \langle x,y\rangle }, где {\displaystyle x} делит {\displaystyle y} нацело. Пример тернарного отношения — образование пифагоровой тройки тремя числами, нахождение в отношении пифагоровой четвёрки — пример кватернарного отношения.
Более свободный набор свойств бинарных отношений применяется в теории графов: неориентированный граф может быть определён как множество вершин с симметричным бинарным отношением над ним, а ориентированный граф — как множество вершин с произвольным бинарным отношением над ним.

## Алгебры отношений
Все {\displaystyle n}-арные отношения над декартовым произведением {\displaystyle M_{1}\times \dots \times M_{n}} образуют булеву алгебру относительно теоретико-множественных операций объединения, пересечения и дополнения.
Реляционная алгебра — замкнутая система операций над отношениями в реляционной модели данных.